# アーサー・サミュエル
アーサー・リー・サミュエル（Arthur Lee Samuel、1901年12月5日 - 1990年7月29日）はアメリカの計算機科学者で、コンピュータゲームと人工知能の分野で主に知られている。Samuel Checkers-playing Program は世界初の学習型プログラムであり、人工知能 (AI) の基本的概念をいち早く世界に示したものである。

## 生涯
1901年、カンザス州エンポリアで生まれ、1923年にエンポリア大学を卒業。1926年、マサチューセッツ工科大学で電気工学の修士号を取得し、その後2年間講師を務めた。
1928年、ベル研究所に就職し、主に真空管を使った仕事をし、たとえば第二次世界大戦中はレーダーの改良に取り組んでいる。気体放電管を使った送受信スイッチ（TR管）を開発し、1つのアンテナを送信にも受信にも使えるようにした。
戦後はイリノイ大学アーバナ・シャンペーン校に移り、ILLIACプロジェクトを立ち上げたが、最初のILLIACコンピュータが完成する前に同大学を去った。
1949年にIBMに就職。そこで生涯の中で最も重要な仕事を成し遂げた。世界初のソフトウェアによるハッシュテーブルを考案し、IBMにおけるコンピュータ用トランジスタの研究に影響を及ぼした。IBMの最初の商用コンピュータ IBM 701 上で初のチェッカープログラムを作成。このプログラムはIBMのハードウェア技術とプログラミング技術を示すものとして大々的に宣伝され、IBMの株価が一夜にして15ポイント上昇した。このような非数値的なプログラミングはIBMでの命令セットの設計にも影響を及ぼし、サミュエルはIBMで数値計算以外での最初のコンピュータプロジェクトで働くことになった。彼はまた、複雑な事柄をわかりやすく記事にすることでも知られていた。そのため1953年という初期のコンピューティングに関する学術誌の導入部分の執筆を任されたこともある。
1966年、IBMを退社してスタンフォード大学の教授に就任し、亡くなるまで務めた。ドナルド・クヌースと共にTeXプロジェクトで働き、関連文書の一部を執筆している。88歳の誕生日を過ぎてもソフトウェアを書き続けた。1987年、IEEE Computer Society がコンピュータパイオニア賞を授与。
パーキンソン病がもととなって合併症を患ったため、1990年7月29日に死去。

## コンピュータ・チェッカーの開発
人工知能の分野では、世界初のコンピュータチェッカーの開発で知られている。サミュエルは、コンピュータによる一般問題への適切な戦術を開発するにはゲームを学習させるのが非常に有益だと考え、単純だが奥が深いチェッカーを選択した。その中心となったのは、現在状態から到達可能な盤面の探索木である。当時のコンピュータのメモリは非常に小さかったので、後にアルファ・ベータ法と呼ばれる技法で枝刈りを行った。それぞれの経路がゲームの決着がついた状態になるまで探索するのではなく、任意の盤面を評価する関数を開発した。この関数は与えられた盤面で双方が勝つ確率を数値化しようとする。これには、駒の数、「キング」の数、それぞれの駒が「キング」になる可能性などを考慮する。次の一手はミニマックス法に基づいて決定する。すなわち、相手は評価関数が自分にとって最適になるような手を選ぶと想定し、評価関数の値が自分にとって最適な一手を選ぶ。
他にもプログラムをよりよくするであろう様々な機構を設計した。"rote learning"（暗記）と名付けた機構は、かつて見たことのある盤面とその際の評価関数の最終値を記憶するものである。この技法により、各盤面での探索の深さを効率的に拡張した。後には、プロのプレイした棋譜を入力することで評価関数の再評価を行った。またもう1つの学習方法として、プログラムに自分自身と数千回対戦させた。これらを全て行うことでサミュエルのチェッカープログラムは普通のアマチュアレベルに達し、ボードゲームを行うプログラムでそのレベルに達したのはこれが世界初だった。サミュエルは1970年代中ごろまでチェッカープログラムの研究を続け、そのころには腕の立つアマチュアと互角に戦えるレベルになっていた。